# Seestraße 8 (Stralsund)

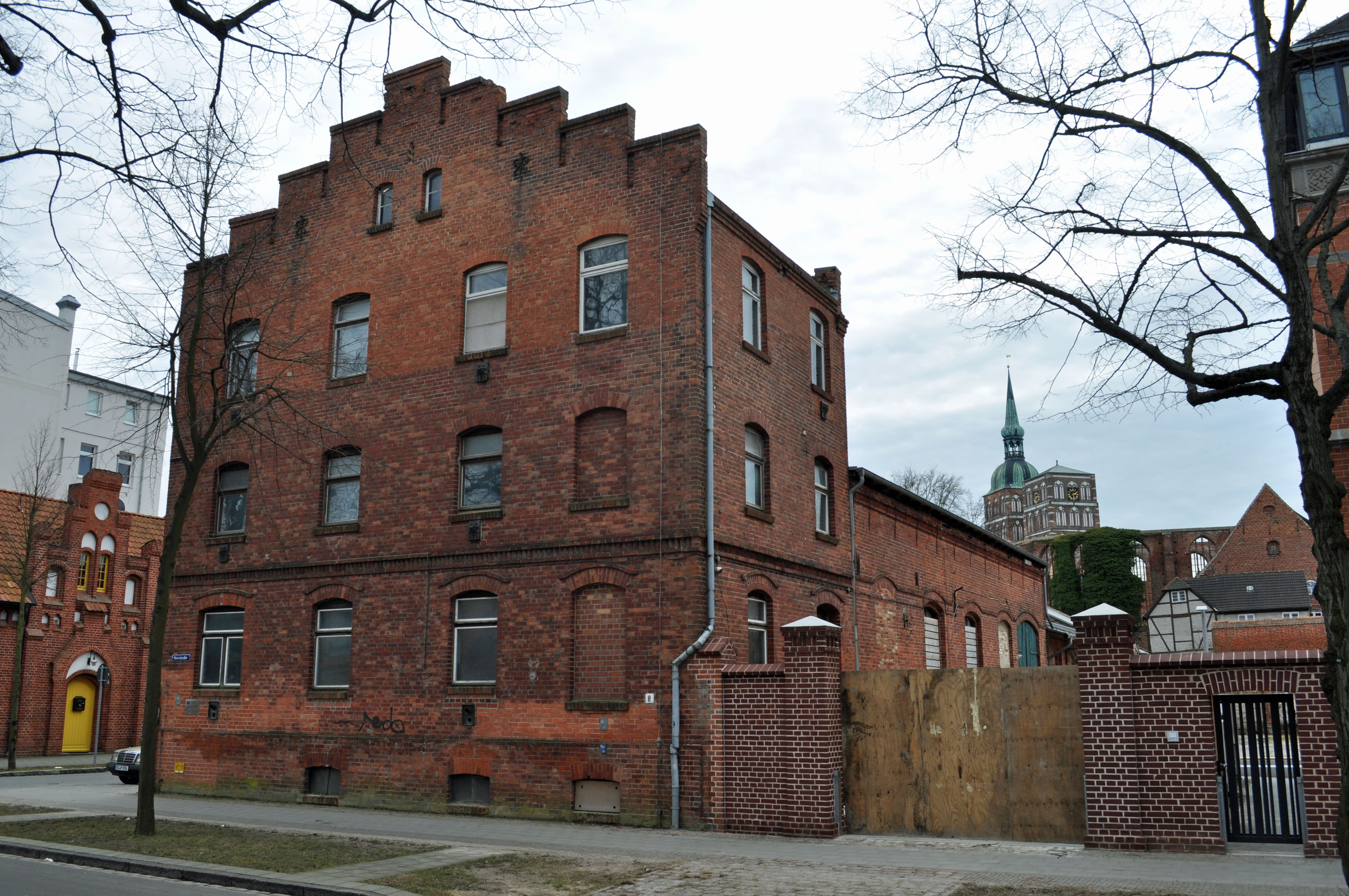
Das Haus Seestraße 8 in Stralsund (2012)

Das Haus mit der postalischen Adresse Seestraße 8 / Fährwall 16 ist ein denkmalgeschütztes Gebäude in der Hansestadt Stralsund in der Seestraße an der Ecke zur Johannischorstraße.
Auf dem Gelände an der Seestraße, zwischen Johannischorstraße und Fährwall, entstand im Jahr 1900 eine Kupfer- und Kesselschmiede – eine der frühen Industrieanlagen auf Stralsunds Altstadtinsel. Der an der Ecke zur Johannischorstraße errichtete Bau ist in Backstein ausgeführt und beherbergte Verwaltung und Produktion der Schmiede. Die Villa des damaligen Unternehmers ist das Haus Seestraße 9.
Das zur Seestraße als Kopfbau konzipierte dreigeschossigen Gebäude mit flachem Stufengiebel beherbergte Kontor- und Lagerräume und eine Portierswohnung. Entlang der Johannischorstraße, hin zum Fährwall schließt sich ein zweigeschossiges Gebäude mit hohen Segmentbogenfenstern im Erdgeschoss an, das im Erdgeschoss als Schmiede und im ersten Obergeschoss als Dreherei diente. Nach einem Teileinsturz war zeitweilig nur noch das Erdgeschoss erhalten.
Nach einer Sanierung wurde das Gebäude im Jahr 2013 als „Seemannsheim“ eröffnet.
Das Haus liegt im Kerngebiet des von der UNESCO als Weltkulturerbe anerkannten Stadtgebietes des Kulturgutes „Historische Altstädte Stralsund und Wismar“. In die Liste der Baudenkmale in Stralsund ist es mit der Nummer 700 eingetragen.